# Оден (страва)
Оден (яп. おでん, МФА: [o̞dẽ̞ɴ]) — японська запечена страва (німоно). Також класифікується як набемоно. Оден не має строгого рецепта приготування, тому інгредієнти для приготування в різних регіонах та сім'ях можуть відрізнятися.

## Історія
Оден походить від страви денгаку (яп. 田楽), що була популярною в XIV столітті, у період Муроматі, та складався з нарізного кубиками тофу та був приправлений місо. Спочатку іменувалося як 煮込み田楽 («туковане денгаку»). Уперше описана у 1782 році в Тофу хякучін.
Найбільшу популярність серед простих людей оден мав у період Едо, однак після реставрації Мейдзі втратив її. Після Великого кантоського землетрусу 1923 року ним безкоштовно годували постраждалих людей. Відтоді оден можна зустріти будь-де в Японії, від звичайних вуличних візків (ятай) до супермаркетів та відомих ресторанів. У зимовий період часто можна побачити в магазинах великі каструлі з оденом, ціна на яких варіюється в залежності від кількості різних інгредієнтів. Так, наприклад, оден з одним інгредієнтом коштує приблизно ¥100.